# 5 grandes del pop de los 80
5 Grandes Del Pop De Los 80 es un álbum recopilatorio de varios artistas perteneciente a la compañía discográfica Hispavox editado en 1991 compuesto por 10 canciones, cada dos de ellas exclusivamente de los intérpretes Alaska y los Pegamoides, Loquillo y los Intocables, Radio Futura, Nacha Pop y Ejecutivos Agresivos, el álbum carece de código de barras.

## Canciones
| N.º | Título                           | Intérprete                | Duración |  |
| 1.  | «Horror en el hipermercado»      | Alaska y los Pegamoides   |          |  |
| 2.  | «Rock And Roll Star»             | Loquillo y los Intocables |          |  |
| 3.  | «La estatua del Jardín Botánico» | Radio Futura              |          |  |
| 4.  | «Nadie puede parar»              | Nacha Pop                 |          |  |
| 5.  | «Hay pelea»                      | Ejecutivos Agresivos      |          |  |
| 6.  | «Esto no es Hawái (Que Wai)»     | Loquillo y los Intocables |          |  |
| 7.  | «Interferencias»                 | Radio Futura              |          |  |
| 8.  | «Mari Pili»                      | Ejecutivos Agresivos      |          |  |
| 9.  | «Chica de ayer»                  | Nacha Pop                 |          |  |
| 10. | «No sé por qué»                  | Alaska y los Pegamoides   |          |  |